# Флорентийский мир
Флорентийский мир — мирный договор между республиканской Францией и Неаполитанским королевством, заключённый 18 марта 1801 года во Флоренции.
Заключая этот договор, первый консул Наполеон Бонапарт поступал по желанию российского императора Павла I.
По условиям договора неаполитанский король Фердинанд IV обязывался:
1. отказаться от своих притязаний на часть острова Эльбы и на владения в Тоскане;
2. закрыть британским кораблям доступ в неаполитанские гавани;
3. содержать на свой счет близ Тарентского залива отряд французской армии в 12—15 тысяч человек;
4. упразднить специальные для политических преступлений суды и возвратить всех бежавших от преследований патриотов.